# Ильинка 2-я
Ильинка 2-я — деревня в Тульской области России.
В рамках административно-территориального устройства входит в Рига-Васильевский сельский округ Новомосковского района, в рамках организации местного самоуправления входит в муниципальное образование город Новомосковск со статусом городского округа.

## География
Расположена на правом берегу реки Маклец, на северо-западной границе города Новомосковска. Севернее, на левом берегу Маклеца находится деревня Ильинка 1-я.

## Население
| 2002 | 2010 |
| ---- | ---- |
| 56   | ↗81  |